# I crociati
I crociati (The Crusades) è un film del 1935 prodotto negli Stati Uniti e diretto da Cecil B. DeMille.

## Trama
La Terza Crociata, conosciuta anche come la "crociata dei re", combattuta tra il 1189 e il 1192, fu intrapresa dal re d'Inghilterra Riccardo Cuor di Leone per restituire Gerusalemme ai cristiani. Già prima che la crociata abbia inizio, il re di Francia Filippo Augusto è furioso con Riccardo per aver rifiutato di sposare sua sorella Alice, venendo meno ad una promessa di matrimonio risalente a molti anni prima.
Riccardo, allora, vede la sua partecipazione alla crociata come un'opportunità per evitare il matrimonio con Alice. Nel frattempo, suo fratello Giovanni e Corrado, marchese di Monferrato, tramano contro Riccardo, in modo che il primo diventi re d'Inghilterra e il secondo re di Gerusalemme. Durante il viaggio verso la Palestina, Riccardo si ferma a Marsiglia, dove Sancho, re di Navarra, gli fornisce le provviste di cui l'esercito inglese necessita in cambio del matrimonio di Riccardo con sua figlia Berengaria. Costei è una ragazza bellissima e Riccardo decide che lo segua nella crociata.
In Terra Santa, però, le cose non vanno bene per l'esercito cristiano, tanto che Filippo vuole negoziare con Saladino, il sovrano dei musulmani, il quale gli offre di lasciare la Palestina senza ulteriori perdite di uomini, ma Riccardo non è d'accordo e vuole continuare la guerra. Così Saladino ingaggia una lunga battaglia con le truppe di Riccardo, a cui Filippo offre il suo aiuto se egli ripudierà Berengaria e sposerà Alice, ma il re inglese rifiuta ed, anzi, incorona Berengaria regina davanti ai nobili: ciò porta alla rottura dell'alleanza tra i due re.
In un incontro tra costoro e Saladino, costui rimane colpito dalla bellezza di Berengaria ma rifiuta di concedere qualsiasi tregua ai crociati, dichiarando che l'arrogante Riccardo "non oltrepasserà mai le porte di Gerusalemme". Berengaria, consapevole che la sua presenza causa così profondi contrasti tra i condottieri cristiani, decide di lasciare l'accampamento. Durante la fuga, però, viene ferita e catturata dai soldati di Saladino, il quale, riconoscendola, la porta a Gerusalemme per far si che venga curata, nutrendo per lei un'ammirazione ed un affetto crescenti. Credendo che la regina d'Inghilterra sia prigioniera nella città di Acri, i crociati la prendono d'assedio. Durante la battaglia, Corrado, perseguendo i suoi loschi piani, ordisce l'assassinio di Riccardo e lo rivela a Saladino, aspettandosi di essere ricompensato. Ma costui, nemico di Riccardo ma leale, è inorridito dal tradimento di Corrado ed ordina che il marchese venga immediatamente giustiziato. Il complotto per attentare alla vita di Riccardo è, però, già in atto e così Berengaria, conoscendo il desiderio di Saladino nei suoi confronti, gli si offre se in cambio il sultano salverà la vita del marito. Saladino manda dei suoi soldati ad avvertire Riccardo che, attaccato dagli uomini di Corrado, riesce a sopravvivere proprio grazie all'intervento dei soldati di Saladino. Portato al cospetto di questi, i due sovrani concordano una tregua e Saladino concede che le porte di Gerusalemme vengano aperte a tutti i cristiani, affinché possano entrarvi in processione al Santo Sepolcro, ad eccezione di Riccardo, per rispettare la sua precedente promessa. Il re inglese, allora, per la prima volta in vita sua prega il Dio dei cristiani affinché gli conceda la grazia di poter riabbracciare la moglie ed, effettivamente, rivede Berengaria mentre questa si reca alla Città Santa. Riccardo ammette i suoi errori e la moglie gli rivela che Saladino l'ha liberata insieme agli altri prigionieri cristiani. Berengaria si dirige, quindi, verso Gerusalemme, ma promette di tornare dal suo sposo.

## Produzione
Il film fu prodotto dal febbraio all'aprile 1935 dalla Paramount Pictures come A Cecil B. DeMille Production,

## Distribuzione
Distribuito dalla Paramount Pictures (come A Paramount Picture), il film fu presentato in prima mondiale in contemporanea a New York e a Londra il 21 agosto 1935.